# Stadtbad Zittau
Das Stadtbad Zittau ist das älteste noch erhaltene und als solches genutzte Stadtbad Deutschlands; zählt man auch die Abgerissenen/Umgenutzten mit, so ist es das sechstälteste Deutschlands.
Es geht zurück auf drei mineralhaltige Quellen am Töpferberg. Bereits 1753 wurde dort eine öffentliche Badestube eingerichtet. 1870 wurde Stadtbaudirektor Emil Trummler mit einem Neubau beauftragt. Sein Entwurf bezog einen mittelalterlichen Turm der Stadtmauer mit ein. Es entstand das modernste Hallenschwimmbecken seiner Zeit samt Dampfbad und Wellenbad.
Für die denkmalgerechte Restaurierung investierten der Bund, das Land Sachsen und die Deutsche Stiftung Denkmalschutz fast zehn Millionen Euro.
Das Stadtbad wird durch Tochterunternehmen betrieben:
- Stadtwerke Zittau GmbH (kaufmännische und technische Dienste)
- Städtische Dienstleistungs-GmbH Zittau (Bad- und Saunabetrieb)